# Sierra Palomera
Sierra Palomera este o arie protejată (arie specială de conservare — SAC, sit de importanță comunitară — SCI) din Spania întinsă pe o suprafață de 4.409,46 ha, integral pe uscat.

## Localizare
Centrul sitului Sierra Palomera este situat la coordonatele 40°46′14″N 1°15′04″W / 40.7705°N 1.25103°V.

## Înființare
Situl Sierra Palomera a fost declarat sit de importanță comunitară în iulie 2000 pentru a proteja un număr necunoscut de specii din flora spontană și fauna sălbatică aflate în arealul zonei. Situl a fost protejat și ca arie specială de conservare în februarie 2021.

## Biodiversitate
Situată în ecoregiunea mediteraneană, aria protejată conține 5 habitate naturale: Pante stâncoase calcaroase cu vegetație casmofită, Păduri endemice cu Juniperus spp., Păduri de Quercus ilex și Quercus rotundifolia, Păduri iberice de Quercus faginea și Quercus canariensis, Lande oro-mediteraneene cu formațiuni endemice de grozamă.
La baza desemnării sitului se află un număr nedeclarat de specii protejate.
Pe lângă speciile protejate, pe teritoriul sitului au mai fost identificate 7 specii de plante, 19 specii de păsări, 4 specii de amfibieni, 4 specii de mamifere, 2 specii de reptile.